# Азербайджанський державний музей мистецтв імені Рустама Мустафаєва
Азербайджанський державний музей мистецтв імені Рустама Мустафаєва (азерб. Rüstəm Mustafayev adına Azərbaycan dövlət incəsənət muzeyi) — найбільший в Азербайджані музей творів мистецтв, починаючи з найдавніших часів до наших днів. Музей був створений в 1920 році і в 1936 році був названий на честь відомого азербайджанського театрального художника Рустама Мустафаєва — одного з основоположників театрально-декораційного мистецтва Азербайджану. Нині музей розташовується в двох старовинних будівлях, що знаходяться по сусідству, які побудовані в кінці XIX століття. У залах музею зібрані твори мистецтва Азербайджану, Західної Європи, Росії, Сходу.

## Колекція
Виставка музею представлена в історико-хронологічній послідовності і по країнах. Колекція мистецтва Західної Європи: Італії, Фландрії, Голландії, Німеччини, Франції чудова, оскільки включає роботи знаменитих живописців XVI—XIX ст. Якопо Бассано, Солимо Ф., Адріан Брауер, Пітер Клас, Юстус Сустерманс, Фрідріх Август фон Каульбах, Жюльєн Дюпре, Франс Галс і др.
У секції мистецтва Росії є роботи таких видатних художників XVIII—XIX вв. як Володимир Боровиковський, Аргунов Н.І., Йоганн Лампі, Васи́ль Тропі́нін, Іва́н Ши́шкін, Василь Верещагін, Іва́н Костянти́нович Айвазо́вський, Костянтин Коровін, Валенти́н Сєро́в, Микола Костянтинович Реріх.
Колекція мистецтва Азербайджану охоплює великий часовий проміжок. Найбільш ранні експонати відносяться до 6—4 тисячоліття до н. е. Це судини, виявлені на території різних областей Азербайджану, таких як Ханлар, Мінгечаур та ін Також у музеї представлені середньовічна кераміка, бронзові та мідні вироби XI—XIX ст., унікальні стародавні килими та килимові вироби Кубі, Баку, Ширвана, Карабаха, Тебриза, Казаха. Особливі увагу привертають коштовності, виконані в різних стилях, таких як філігрань, карбування, емаль, гранулювання. Головні центри ювелірного мистецтва в Азербайджані були розташовані в Баку, Гянджі, Шемахе, Шуші, Шекі, Тебризі. У секції мистецтва Азербайджану також демонструються роботи основоположників азербайджанського реалістичного мистецтва Мірзи Кадима Ерівані, М. Навваба, Б. Кенгерлі, А. Азімзаде (XIX — початок XX ст.) і найкращі роботи азербайджанських радянських художників — Салам Саламзаде, Микаил Абдуллаєва, Тогрула Наріманбекова, Таїра Салахова, Відаді Наріманбекова, скульптора Омара Ельдарова. Один зал повністю присвячений роботам Саттар Бахлулзаде. У музеї зберігаються книжкові мініатюри XVII—XIX ст., Лакові мініатюри XVIII—XIX вв. і чудова колекція ложок для шербету, виготовлені з тутового дерева. Експонати з колекції музею виставлялися на численних експозиціях в Канаді (1966), Кубі (1969), Чехословаччині, Алжирі (1970), Іраку (1971). Музей відкритий з вівторка по неділю з 10:00 до 18:00.

## Галерея

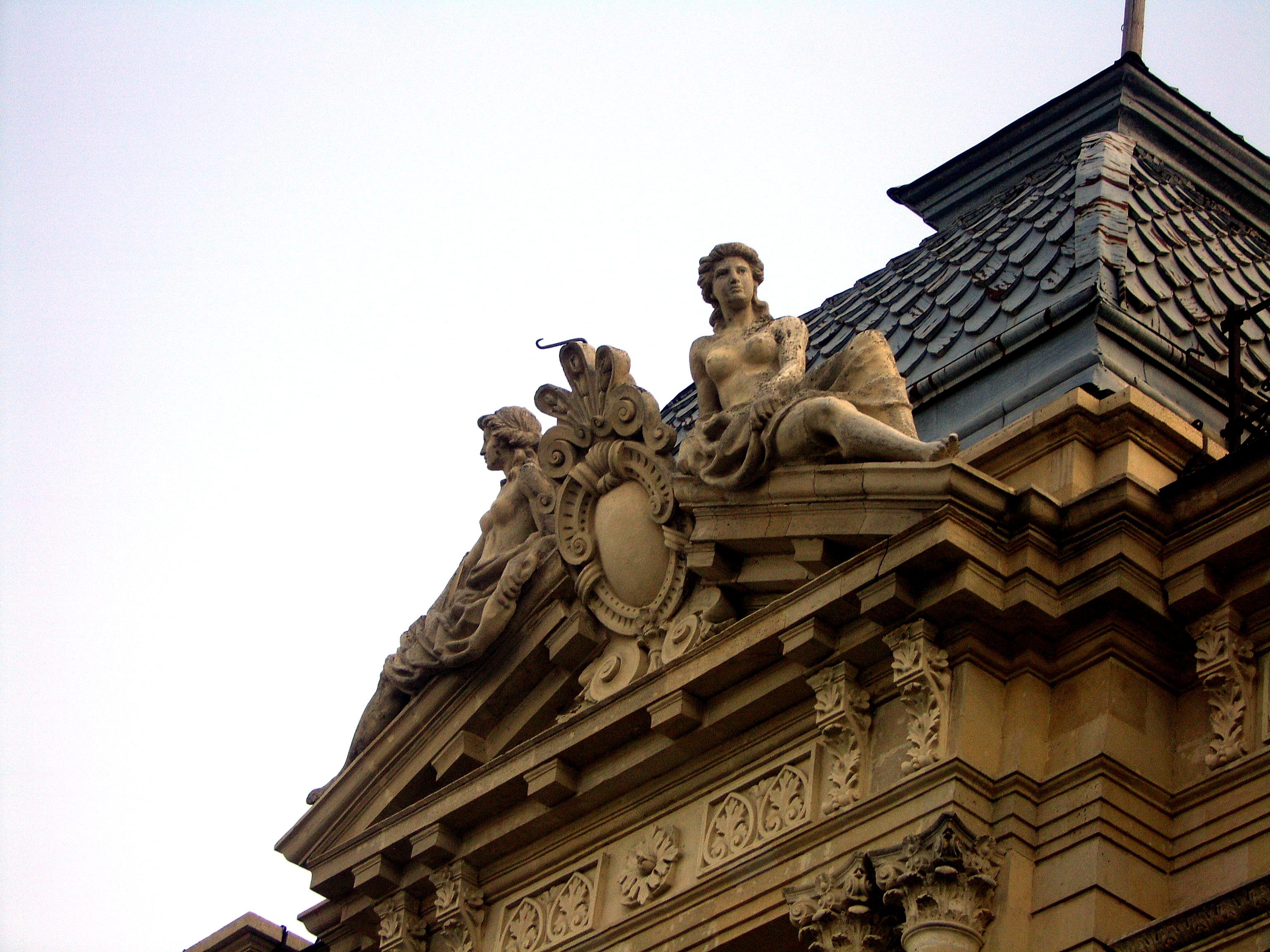
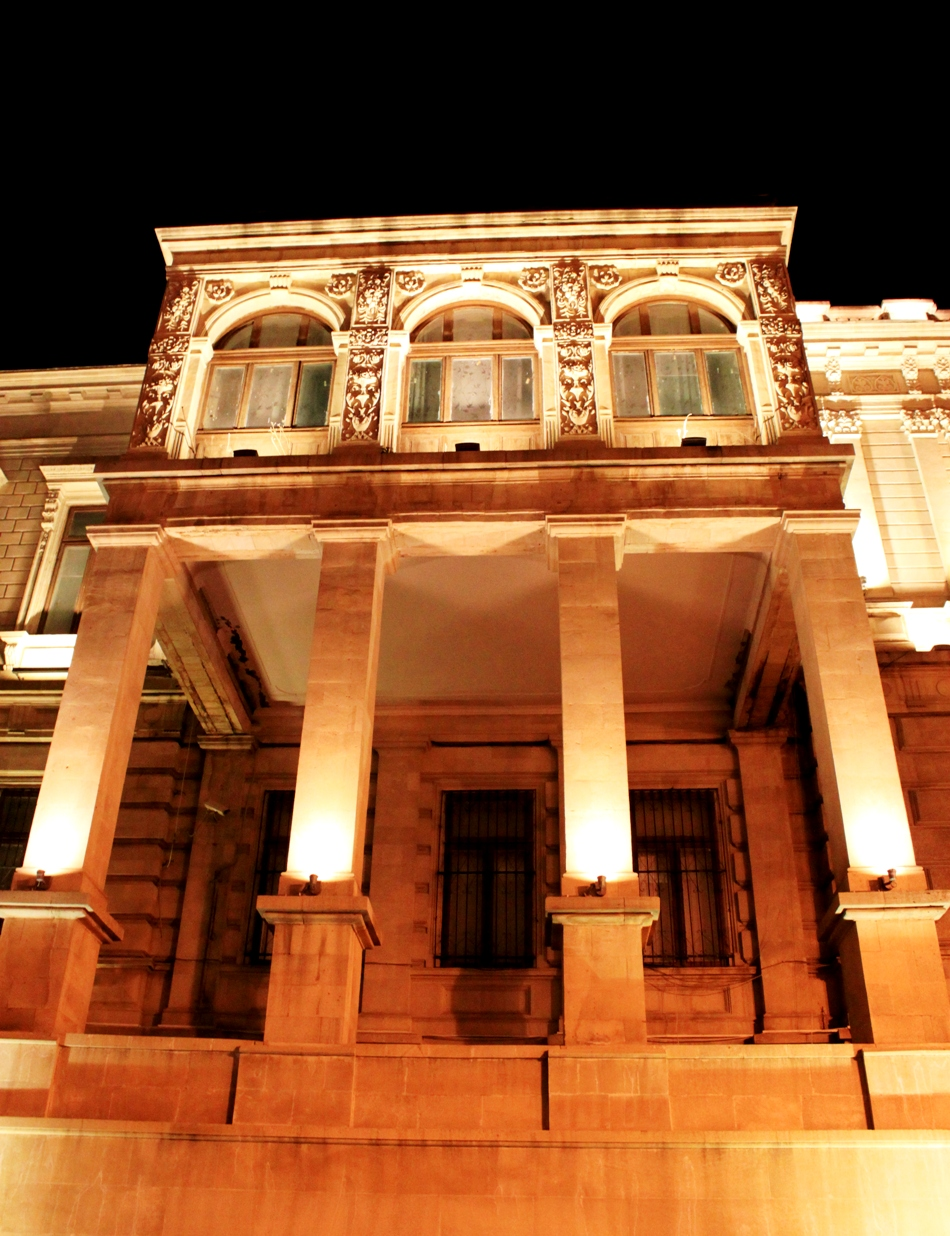
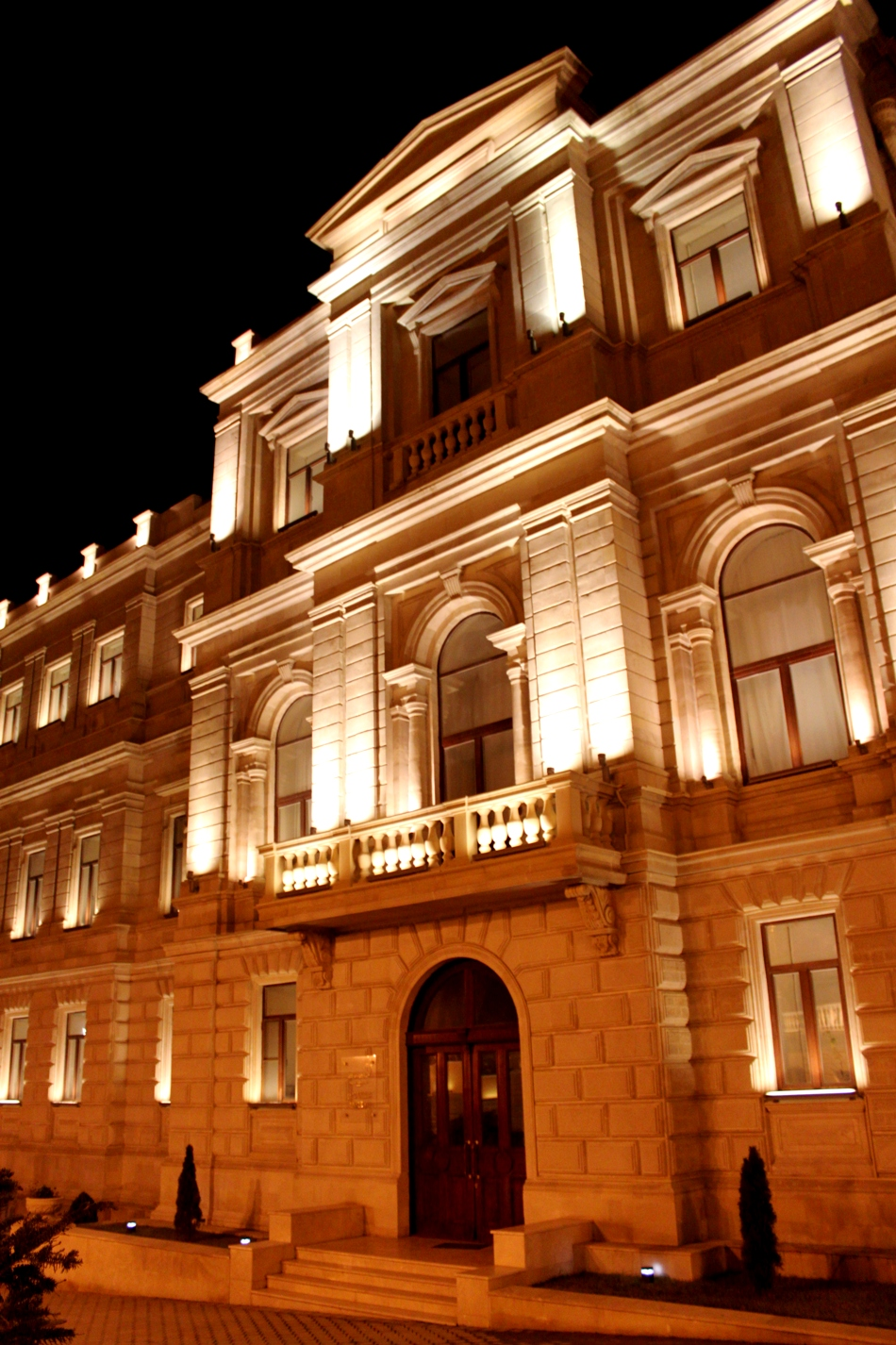
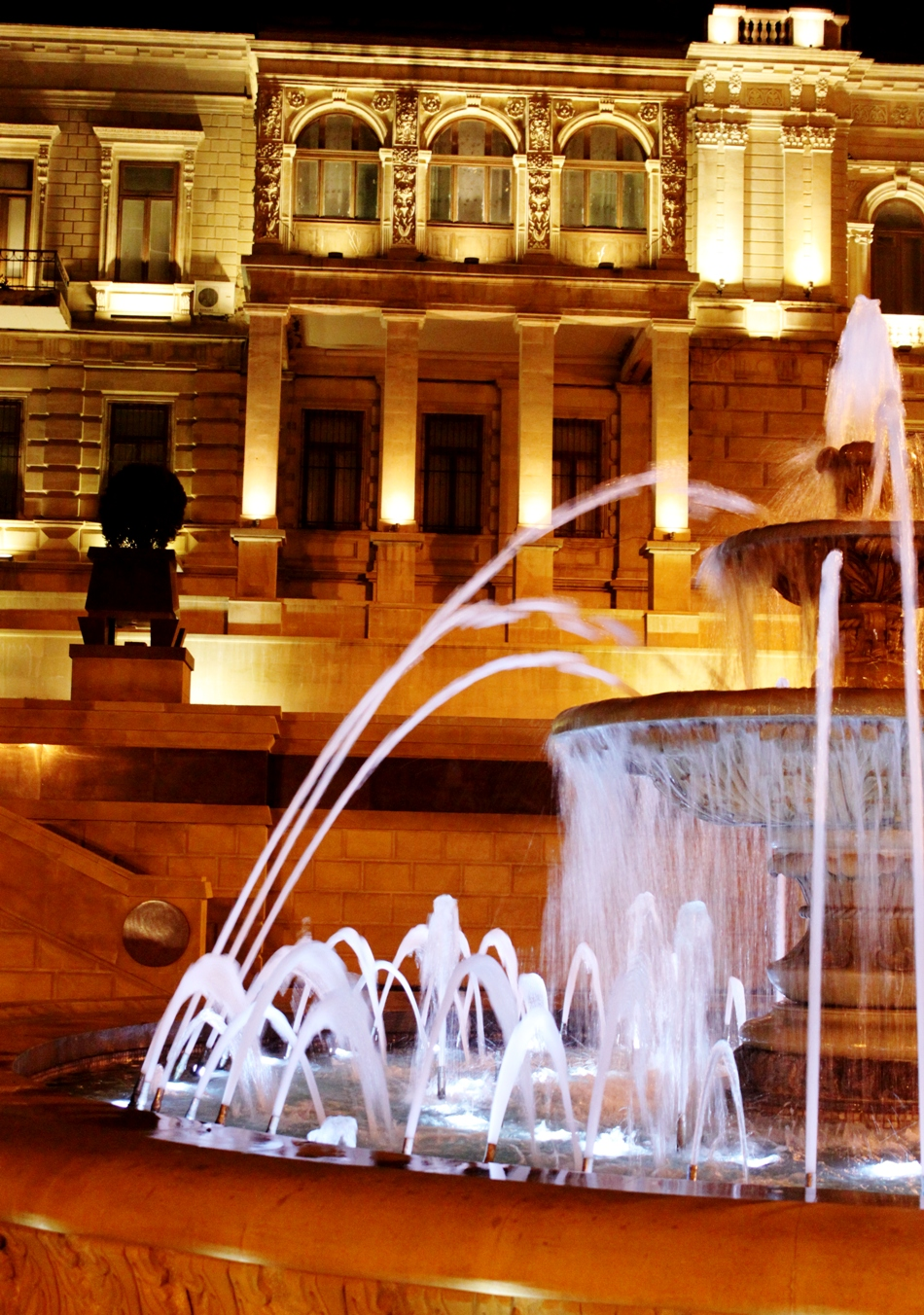
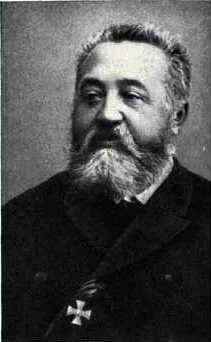
Архітектор маєтку Миколай фон дер Нонне
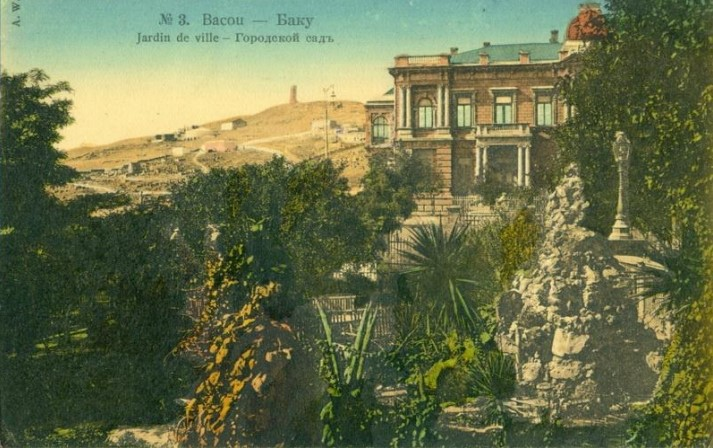
Вид на маєток з Губернського саду, 1900-ті
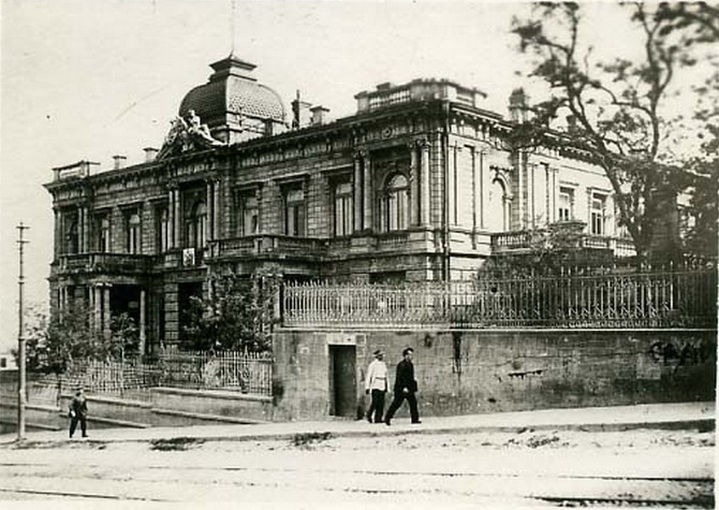
1930
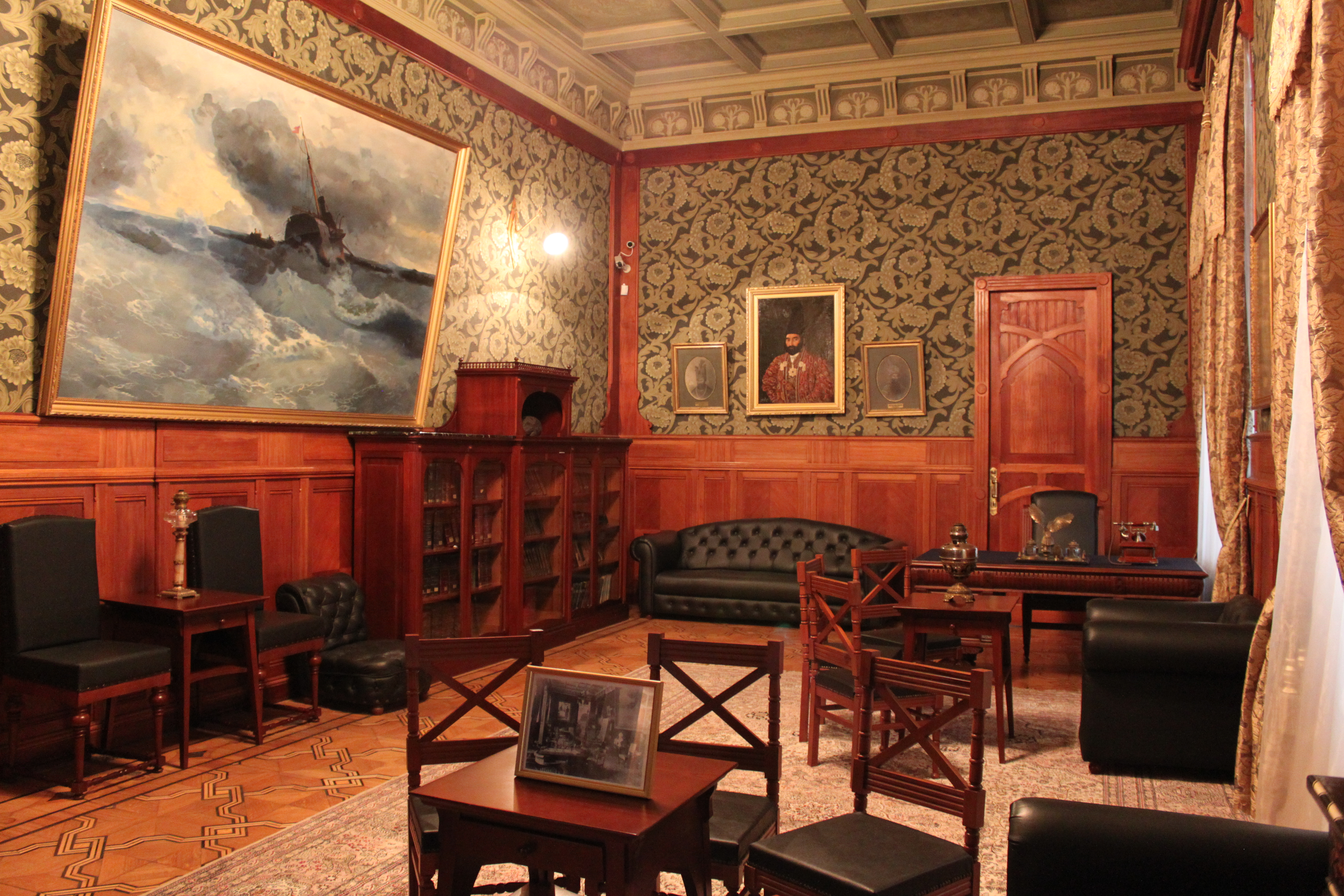
Кабінет Тагієва в Музеї історії Азербайджана, де спочатку розміщувався відділ образотворчого мистецтва
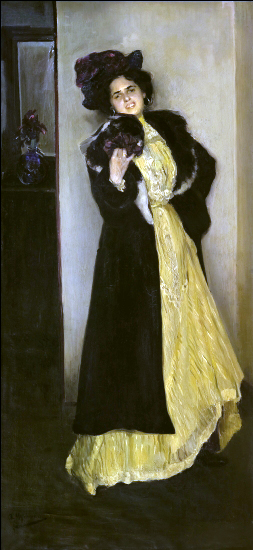
Мурашко Олександр Олександрович. Жіночий портрет (Парижанка)